# Provinz Junín
Die Provinz Junín liegt im Westen der Verwaltungsregion Junín in Zentral-Peru, 150 km ostnordöstlich der Landeshauptstadt Lima. Die Provinz ist 2360 km² groß. Provinzhauptstadt ist die gleichnamige Stadt Junín, 130 km nordwestlich der Regionshauptstadt Huancayo gelegen.

## Geographische Lage
Die Provinz Junín liegt am Südufer des Junín-Sees. Sie hat eine Längsausdehnung von knapp 100 km in WSW-ONO-Richtung. Im Südwesten der Provinz liegt das Anden-Hochland. Der Oberlauf des Río Mantaro verläuft entlang der westlichen Provinzgrenze. Im Nordosten der Provinz erheben sich die Berge der Zentralkordillere. Die Provinz reicht dort bis zum Mittellauf des Río Paucartambo. 
Im Süden grenzt die Provinz Junín an die Provinzen Yauli und Tarma, im Norden an die Provinz Pasco, die zur Verwaltungsregion Pasco gehört.

## Bevölkerung
Die Einwohnerzahl lag im Jahr 2007 bei 30.187, im Jahr 2017 waren es 23.133.

## Administrative Gliederung
Die Provinz Junín ist in 4 Distrikte aufgeteilt. Der Distrikt Junín ist Sitz der Provinzverwaltung.
| Distrikt   | Verwaltungssitz |
| ---------- | --------------- |
| Carhuamayo | Carhuamayo      |
| Junín      | Junín           |
| Ondores    | Ondores         |
| Ulcumayo   | Ulcumayo        |

## Religion
Die Provinz Junín gehört zum Gebiet des katholischen Bistums Tarma.